# Shira Haas
Shira Haas (Tel Aviv, Israel, 11 de maio de 1995) é uma atriz israelense. Ela originalmente ganhou destaque nacional por seus papéis principais em filmes de drama e televisão israelenses, antes de receber elogios internacionais por seu desempenho na minissérie da Netflix Unorthodox (2020).
Atuação na minisérie Corpos da Netflix (2023), como Íris Maplewood.
Dentre várias indicações, Haas ganhou um prêmio da Academia Israelense por seu desempenho coadjuvante em Noble Savage (2018).

## Biografia

### 1995–2014: Início da vida e estreia emPrincess
Shira Haas nasceu em 11 de maio de 1995 em Tel Aviv, Israel, de uma família judia. Seus pais são descendentes de poloneses, húngaros e checos. Seu avô, um sobrevivente do Holocausto, havia sido preso no campo de concentração de Auschwitz durante a Segunda Guerra Mundial. Aos 12 anos, ela se mudou com seus pais para Hod HaSharon, para a casa onde passou a maior parte de seus primeiros anos. Aos três anos, Haas contraiu câncer de rim e se recuperou aos cinco anos de idade após uma série de tratamentos severos.
Aos 14 anos, começou a se apresentar em peças no Teatro Cameri, como "Ghetto" e "Richard III". Ela fez sua estréia na televisão como o papel de Ruchama Weiss na série Shtisel em 2013. Haas estudou teatro na Escola de Artes Thelma Yellin em Givatayim. Enquanto estudava em Thelma Yellin, Haas foi abordada por uma diretora de elenco com o nome de Esther Kling via mensagem do Facebook em 2014. Ela incentivou Haas a fazer um teste para o papel principal no filme Princess (2014). Depois de conseguir seu papel de estréia aos 16 anos, Haas foi elogiada pelo New York Times por seu "desempenho de liderança verdadeiramente notável", e foi admirada pela revista The Hollywood Reporter. O papel lhe rendeu os prêmios de Melhor Atriz no Festival de Cinema de Jerusalém, e no Festival Paz e Amor, além de uma indicação de Melhor Atriz Principal no Israeli Academy Awards.

### 2015–2017: estréia em Hollywood

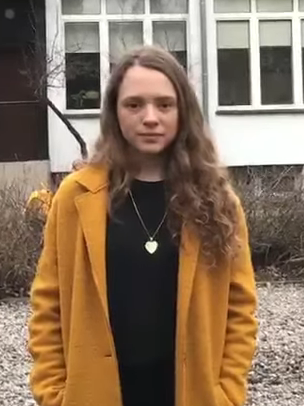
Haas durante gravações de The Zookeeper's Wife

Haas fez sua primeira aparição em um filme internacional quando interpretou o papel da jovem Fania em Tale of Love and Darkness (2015). Haas também estrelou ao lado de Jessica Chastain em The Zookeeper's Wife (2017), o que a levou a uma entrevista no The Today Show em 2016. Haas ganhou sua segunda indicação ao prêmio de Melhor Atriz Coadjuvante de Israel por Foxtrot (2017). Ela também desempenhou o papel de Leah na adaptação cinematográfica de Mary Magdalene (2018).

### 2020 - presente: avanço internacional comUnorthodox
Haas chegou a Berlim dois meses antes das filmagens de Unorthodox, a fim de estudar a língua iídiche que seria falada principalmente na série. Entre outras pesquisas e trabalho duro que Haas realizou para se preparar para seu papel, ela foi obrigada a raspar a cabeça para interpretar Esther "Esty" Shapiro, que foge de seu casamento arranjado e da comunidade ultraortodoxa em Williamsburg, Brooklyn, Nova Iorque. James Poniewozik, do New York Times, descreveu Haas como "um fenômeno expressivo e cativante". Brigid Delaney, do The Guardian, a descreveu como "hipnotizante" e "extraordinária", observando: "fisicamente pequena, como uma criança, o espectador é imediatamente protetor dela". Sheena Scott, da Forbes, escreveu que Haas "oferece uma performance incrível como Esty, cheia de sutileza, revelando delicadamente a luta interior e a felicidade de sua personagem sem precisar dizer uma palavra". Hank Stuever, do The Washington Post, escreveu que "empresta uma luminescência grave e ainda vulnerável ao papel".
Haas atuou ao lado de Alena Yiv no papel de uma filha que fica confinada a uma cadeira de rodas no filme israelense Ásia (2020), que estreou online no Festival de Cinema de Tribeca de 2020, devido à pandemia de COVID-19. O papel rendeu a Haas o prêmio de Melhor Atriz Internacional no festival. O júri escreveu: "O rosto dela é uma paisagem interminável, na qual até a menor expressão é de partir o coração; ela é uma atriz incrivelmente honesta e atual, que traz profundidade a tudo o que faz". No final de abril de 2020, ela participou de uma cerimônia virtual comemorando o 72º Dia da Independência de Israel com outras estrelas israelenses.
Haas foi considerada uma candidata muito provável a uma indicação de Melhor Atriz Principal em Série Limitada (por Unorthodox). A indicação veio no final de julho de 2020, onde se tornou a primeira israelense a ser indicada para um prêmio Emmy na história.

## Filmografia

### Filmes
| Ano  | Título                           | Papel           | Notas                                                     |
| ---- | -------------------------------- | --------------- | --------------------------------------------------------- |
| 2014 | Princess                         | Adar            | Papel principal                                           |
| 2015 | A Tale of Love and Darkness      | Fania (jovem)   |                                                           |
| 2017 | Foxtrot                          | Alma            |                                                           |
| 2017 | The Zookeeper's Wife             | Urszula         |                                                           |
| 2018 | Mary Magdalene                   | Leah            |                                                           |
| 2018 | Noble Savage                     | Anna            | venceu o Israel Academy Award de melhor atriz coadjuvante |
| 2019 | Broken Mirrors                   | Ariela          | Papel principal                                           |
| 2019 | Esau                             | Leah            |                                                           |
| 2020 | Asia                             | Vika            | Papel principal                                           |
| 2024 | Captain America: New World Order | Ruth Bat-Seraph | Pré-produção                                              |

### Televisão
| Ano       | Título            | Papel                 | Notas        |
| --------- | ----------------- | --------------------- | ------------ |
| 2013-2016 | Shtisel           | Ruchami Weiss         | 24 episódios |
| 2015      | Hazoref           | Sofi                  | 7 episódios  |
| 2016      | Ikaron HaHachlafa | Salame                | 3 episódios  |
| 2017      | Harem             | Tamar                 | 8 episódios  |
| 2018      | HaMenatzeah       | Odi                   | 10 episódios |
| 2020      | Unorthodox        | Esther "Esty" Shapiro | Protagonista |

## Prêmios e indicações
| Ano  | Premiação                     | Categoria                               | Trabalho       | Resultado |
| ---- | ----------------------------- | --------------------------------------- | -------------- | --------- |
| 2014 | Israeli Academy Awards        | Melhor atriz principal                  | Princess       | Indicado  |
| 2014 | Jerusalem Film Festival       | Melhor atriz                            | Princess       | Venceu    |
| 2015 | P&L Film Festival, Sweden     | Melhor atriz                            | Princess       | Venceu    |
| 2017 | Israeli Academy Awards        | Melhor atriz coadjuvante                | Foxtrot        | Indicado  |
| 2018 | Israeli Academy Awards        | Melhor atriz coadjuvante                | Noble Savage   | Venceu    |
| 2018 | Israeli Academy Awards        | Melhor atriz principal                  | Broken Mirrors | Indicado  |
| 2020 | Festival de Cinema de Tribeca | Melhor atriz internacional              | Ásia           | Venceu    |
| 2020 | Deutscher Fernsehpreis        | Melhor atriz                            | Unorthodox     | Indicado  |
| 2020 | Prémios Emmy do Primetime     | Melhor atriz em minissérie ou telefilme | Unorthodox     | Indicado  |
| 2020 | Gold Derby Awards             | Atriz de Melhor Filme / Série Limitada  | Unorthodox     | Pendente  |
| 2020 | Gold Derby Awards             | Melhor Artista do Ano                   | Unorthodox     | Pendente  |
| 2021 | Globo de Ouro                 | Melhor atriz em minissérie ou telefilme | Unorthodox     | Indicado  |